# Веризм
Вери́зм (итал. il verismo, от vero — истинный, правдивый) — натуралистическое течение, возникшее в 1880-х годах в итальянской литературе, музыке и изобразительном искусстве. «Для этого течения характерно использование вульгаризмов языка и народных диалектов с целью придания ощущения подлинности, истинности происходящих и описываемых событий. В широком значении — веризм тенденция художественного мышления к наиболее полному, адекватному отражению действительности во всей её сиюминутной подлинности, достоверности изображения отдельных деталей, то есть стремление не к реализму, а к натурализму».

## История термина
Термин возник в XVII веке, употреблялся в изобразительном искусстве Италии и обозначал реалистические устремления художников- живописцев стиля барокко. Термин возродился во второй половине XIX века, его стали использовать для обозначения (весьма неопределённого и расплывчатого) реалистического и натуралистического направления в итальянском искусстве.
Историк культуры О. Шпенглер определял веризм как «чисто виртуозное искусство, лишённое действующего в глубине символа, обобщения и осмысления сущности воспринимаемых предметов». В изобразительном искусстве, прежде всего в живописи, словом «веризм» называют иллюзорное изображение, создающее эффект присутствия. «В истории итальянского искусства этот термин применяли к картинам Якопо Бассано с их таинственным освещением и необычайной материальностью изображённых фигур, а также к впечатляющим натурализмом алтарным картинам Хусепе Риберы, портретам работы Диего Веласкеса и, конечно, к картинам Караваджо и караваджистов».
В конце XIX века в Италии, в частности в Неаполе, возникло течение, представленное творчеством живописцев социальной направленности, критически отражающих тёмные, печальные стороны действительности, отчего это течение назвали «социальным веризмом». Его лидером был Дж. Вольпато.

### В литературе
В области литературы наиболее яркое и законченное выражение веризм получил в романе и новелле. 

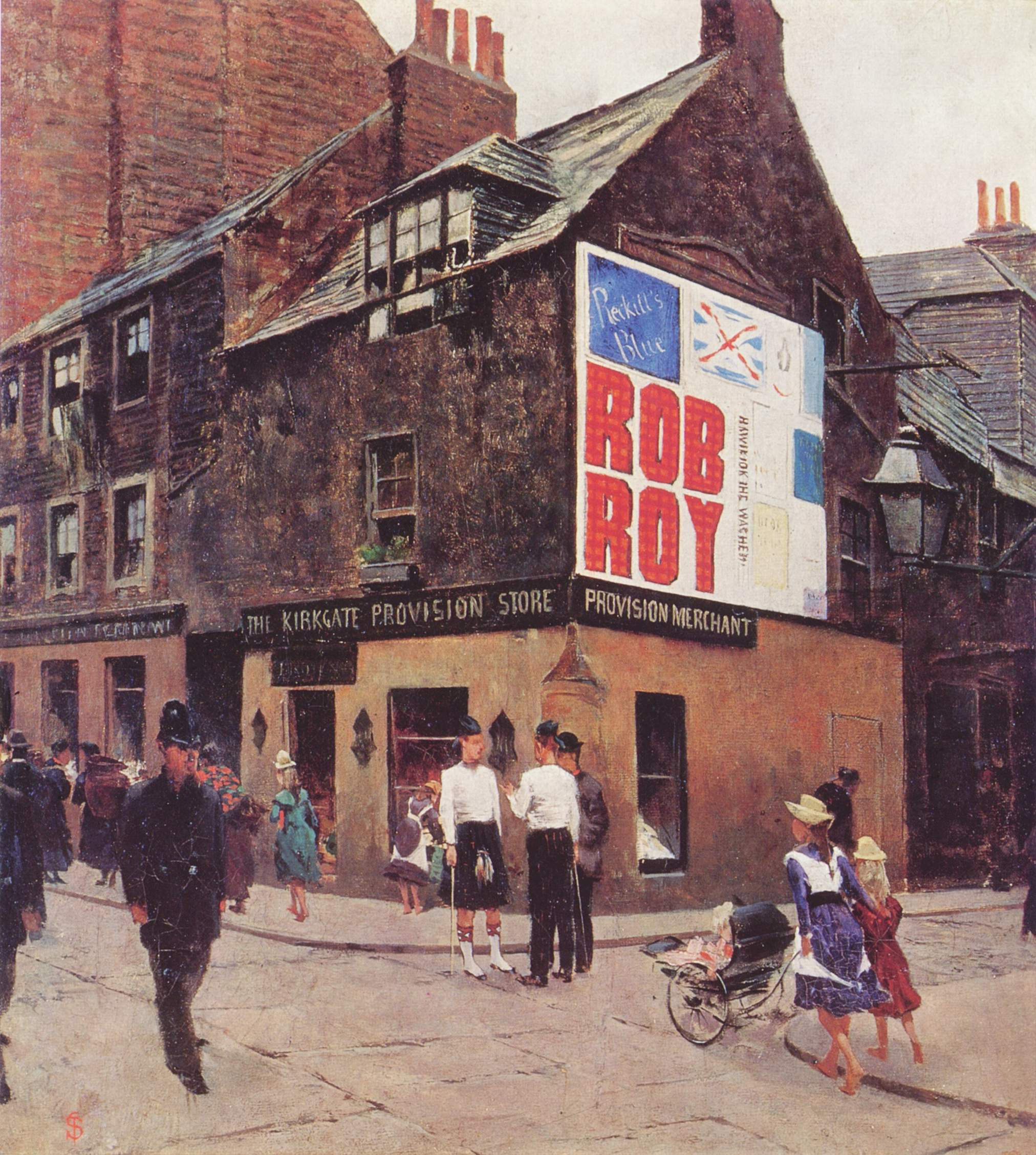
Телемако Синьорини. Уличная сценка. 1881

В конце 1870-х группа писателей — Дж. Верга, Л. Капуана, Ф. Де Роберто, Д. Чамполи и другие — выступила в печати со статьями, провозглашавшими необходимость перехода в области романа от сенсационности и сентиментализма к «социальной летописи», лишённой всякого субъективного элемента, дающей научное, основанное на изучении «общественных и социально-психологических отношений между людьми» описание современного итальянского общества.
На практике у названных писателей проявилась прежде всего народническая тенденция (гл. образом в новелле). Они изображали деревню, в частности сицилийскую (Чамполи, Верга и Капуана — все сицилийцы). Сицилия — провинция, где эксплуатация крестьян землевладельцами была особенно тяжёлой. И изображение сельской жизни у веристов отличается пессимизмом. Веристы — художники «униженных и оскорблённых» по преимуществу. Протестуя против угнетения крестьянства, они остались на «филантропической» точке зрения, выражая в литературе идеологию буржуазного интеллигента 1870—1880-х гг., когда в Италии, миновавшей героический период объединения и гарибальдийских войн, заняла центральное место буржуазия и, параллельно с усилением капиталистического накопления, все более и более клонились к упадку мелкая буржуазия, мелкое землевладение.
В цикле романов Верга, озаглавленных «I Vinti» (Побеждённые), где изображается постепенная гибель сицилийской мелкобуржуазной семьи, торжествует фатализм, сознание неизбежного дальнейшего истребления этой социальной группировки. Теоретические принципы веризма, обязанные своим происхождением во многом позитивистской философии, приближаются к принципам Эмиля Золя, а фатализм во многом напоминает первые его романы («Тереза Ракен», «Мадлен Фера̀»).
«Объективное» изображение не удалось веристам. Романы и новеллы Верга, Чамполи, Капуана насквозь проникнуты иронией; тон повествования нередко переходит в полудекламационный сказ (Чамполи — «Le treccie»; большинство «Novelle Rusticane» и «La Vita dei Campi» Верга).
Зато психологизм — это область, в которой веристы, в сущности, явились гораздо большими новаторами, чем в области социального содержания. Сюжетность, за редкими исключениями, отходит на задний план; она заменяется описанием действий героя как проявлений его психического состояния. В романе у Капуана, Верга и др. даётся как бы хроника — кропотливое, фотографическое и все же субъективное описание. Все описания даются в разорванном виде, импрессионистическими мазками, сквозь призму восприятия героев (яркий пример — «Jeli il pastore» или «Rosso Malpelo» y Верга); прямая речь занимает несравненно большее место, чем у Мандзони, Гверрацци и др. представителей романтического романа. 

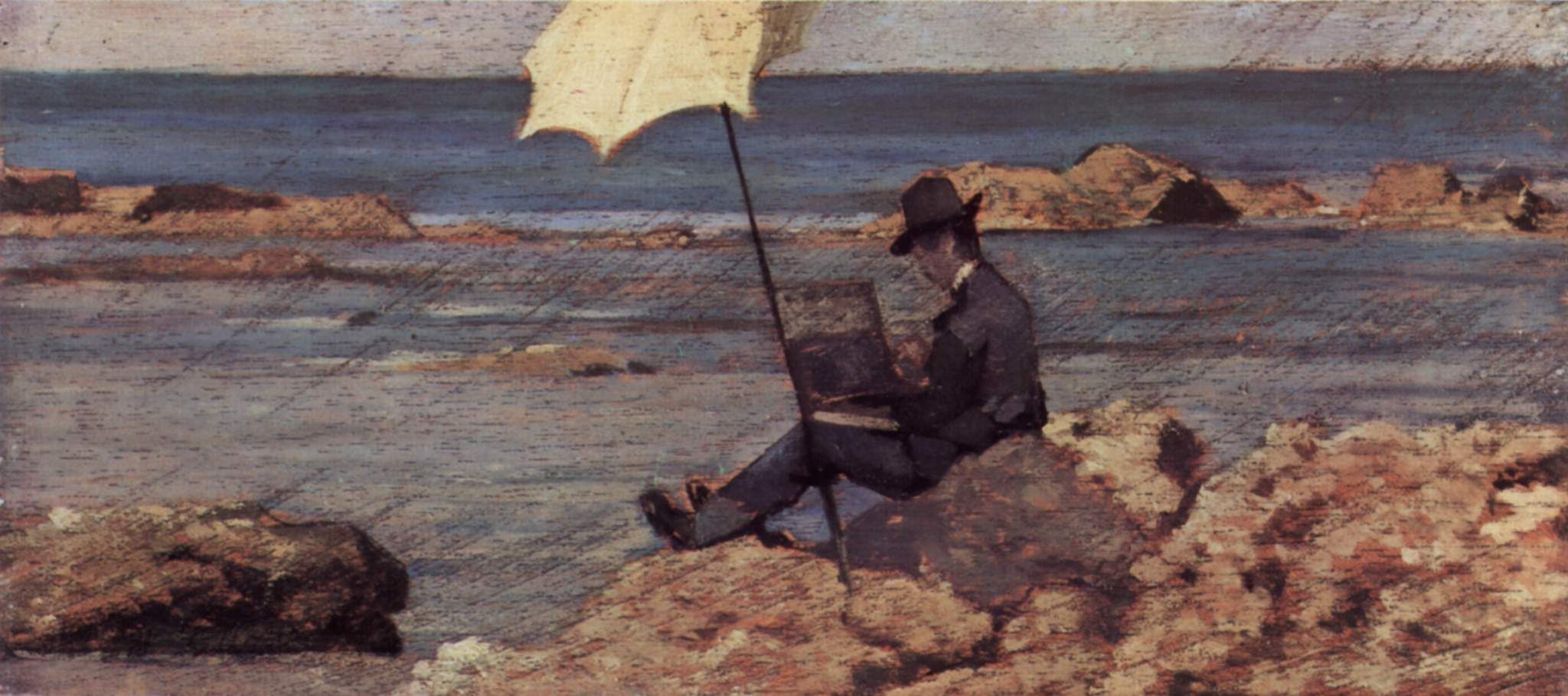
Сильвестро Лега. Автопортрет за работой. 1867

Крестьянский язык веристы знают в совершенстве. Не прибегая к диалекту, Верга, Чамполи, Капуана однако мастерски воспроизводят по-итальянски особенности сицилийского наречия. Юмор играет значительную роль в произведениях Верга; но юмор веристов — в большинстве случаев на грани сатиры (напр. в новеллах «La guerra dei santi», «Cos’è il Re» и др.). Торжество д’Аннунцио и его последователей, а также идеалистического и чисто психологического романа (Фогаццаро, Серао) привело к вытеснению с литературной арены народнического течения. Из писателей начала XX века под влиянием веризма находились в особенности Федерико де Роберто (1861—1927; романы «Viceré», «L’Illusione» и др.) и Грация Деледда.
Термин «веризм» в поэзии употребляется в гораздо более широком смысле, чем это было бы допустимо на основании сделанного разбора в прозе. К числу веристов относят обычно Стеккетти, Бойто, а также, порой, и всю школу Кардуччи (Стеккетти и Бойто называли сами себя «веристами»).
Ряд поэтов «режионалистов» (Чезаре Паскарелла, Сальваторе Ди Джакомо, писавшие на неаполитанском диалекте) имеют большее право именоваться веристами, чем Стеккетти и др. Паскарелла даёт на римском диалекте ряд картин из жизни эмигрантов-переселенцев в чрезвычайно удачно сделанных «венках сонетов». Наконец, поэзия социального протеста Ады Негри в значительной степени испытала влияние как школы Кардуччи, так и идей веристского направления.

### В опере
Веризм в опере возник благодаря влиянию веристской драмы, а также, возможно, оперы «Кармен» Жоржа Бизе. Эстетика оперного веризма в силу специфики жанра весьма отлична от эстетики веризма литературного.
Сюжеты веристских опер связаны с изображением исключительно сильных, часто преувеличенных, страстей, толкавших героев на преступления, которые они совершают по отношению к тем, кого любят. Веристы рисуют человека в тот момент, когда от любви до ненависти — один шаг. Сюжеты не ограничиваются бытовой сферой, могут быть историческими («Андре Шенье» Умберто Джордано) и сказочно-экзотическими («Турандот» Пуччини). Используются стихотворные либретто.
В операх веристов нет четкой грани между речитативом и арией; вместе с тем, речитативы довольно напевны. В звучании голоса подчёркиваются интонации, передававшие сильные эмоции (крик, рыдания, смех). Весьма велика роль оркестра, усложнены гармонии.
Первой веристской оперой считается «Сельская честь» (1890) Пьетро Масканьи. Среди авторов, оперы которых можно в той или иной степени отнести к веризму, — Руджеро Леонкавалло («Паяцы», 1892), Джакомо Пуччини («Тоска», 1900; «Мадам Баттерфляй», 1904; «Плащ», 1918; «Турандот», 1926), Умберто Джордано («Андре Шенье», 1896; «Федора», 1898), Франческо Чилеа («Арлезианка», 1897; «Адриана Лекуврёр», 1902), Альберто Франкетти («Германия», 1902), Франко Альфано («Воскресение», 1904; «Легенда о Сакунтале», 1921; «Сирано де Бержерак», 1936), Отторино Респиги («Пламя», 1934), Риккардо Дзандонаи («Кончита», 1911; «Франческа да Римини», 1914), Никколо Спинелли и др. Часть из этих композиторов также объединяют понятием Giovane scuola («Молодая школа»).
Дискуссионным остается вопрос о соотношении итальянской веристской и французской натуралистской оперой: «Несмотря на то, что литературный „натурализм“ и литературный „веризм“ оказались близки в своих целях и эстетических идеалах, музыкальные образцы „натурализма“ и „веризма“ демонстрируют прямо противоположное». Веристские стилевые тенденции и даже прямые влияния наблюдаются во французских операх «Мечта» А. Брюно (1890), «Луиза» Г. Шарпантье (1900), «Наваррка» Ж. Массне (1895), немецких операх «Долина» Э. д’Альбера (1903) и «Мона Лиза» М. фон Шиллингса (1915).
Отголоски музыкального веризма прослеживаются в XX веке в Испании (Мануэль де Фалья), Чехии (Леош Яначек), США (Джанкарло Менотти). Возможно влияние веристской оперы на формирование оперы экспрессионизма.
Интересный образец позднейшего обращения к традициям веристской оперы — одноактная опера Марко Тутино «Волчица» (1990), которая была написана на сюжет одноимённой новеллы Джованни Верги. В конструктивно-драматургическом плане она сознательно ориентирована на «Сельскую честь» Масканьи (которая также имеет в основе произведение Верги) — от скромных масштабов и сходной композиционной структуры (две картины, разделяющиеся оркестровым интермеццо) до идентичного распределения вокальных партий по персонажам. Кроме того, в первой картине Тутино цитирует начало застольной песни Туридду из той же «Сельской чести».